# Amphiporus michaelseni
Amphiporus michaelseni är en djurart som tillhör fylumet slemmaskar, och som beskrevs av Heinrich Bürger 1895. Amphiporus michaelseni ingår i släktet Amphiporus och familjen Amphiporidae. Inga underarter finns listade i Catalogue of Life.